# Grether & Cie.

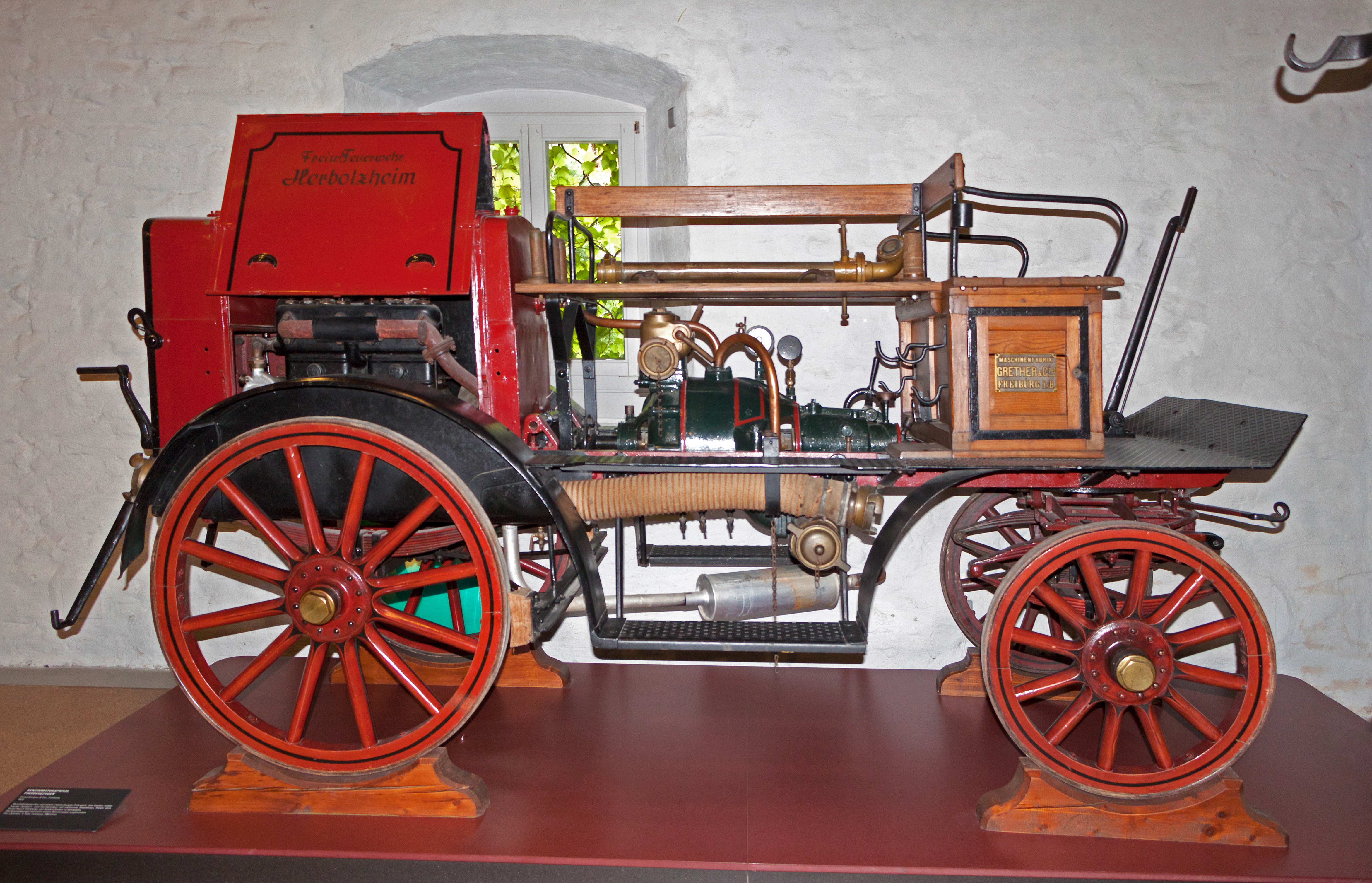
Eine pferdegezogene Motorspritze Baujahr 1922

Das Unternehmen Grether & Cie. aus Freiburg in Baden-Württemberg bestand von 1873 bis 1951 und betrieb eine mechanische Werkstatt mit einer Metallgießerei. Von Grether & Cie. wurde das erste Feuerwehr-Kraftfahrzeug der Welt gebaut.

## Geschichte

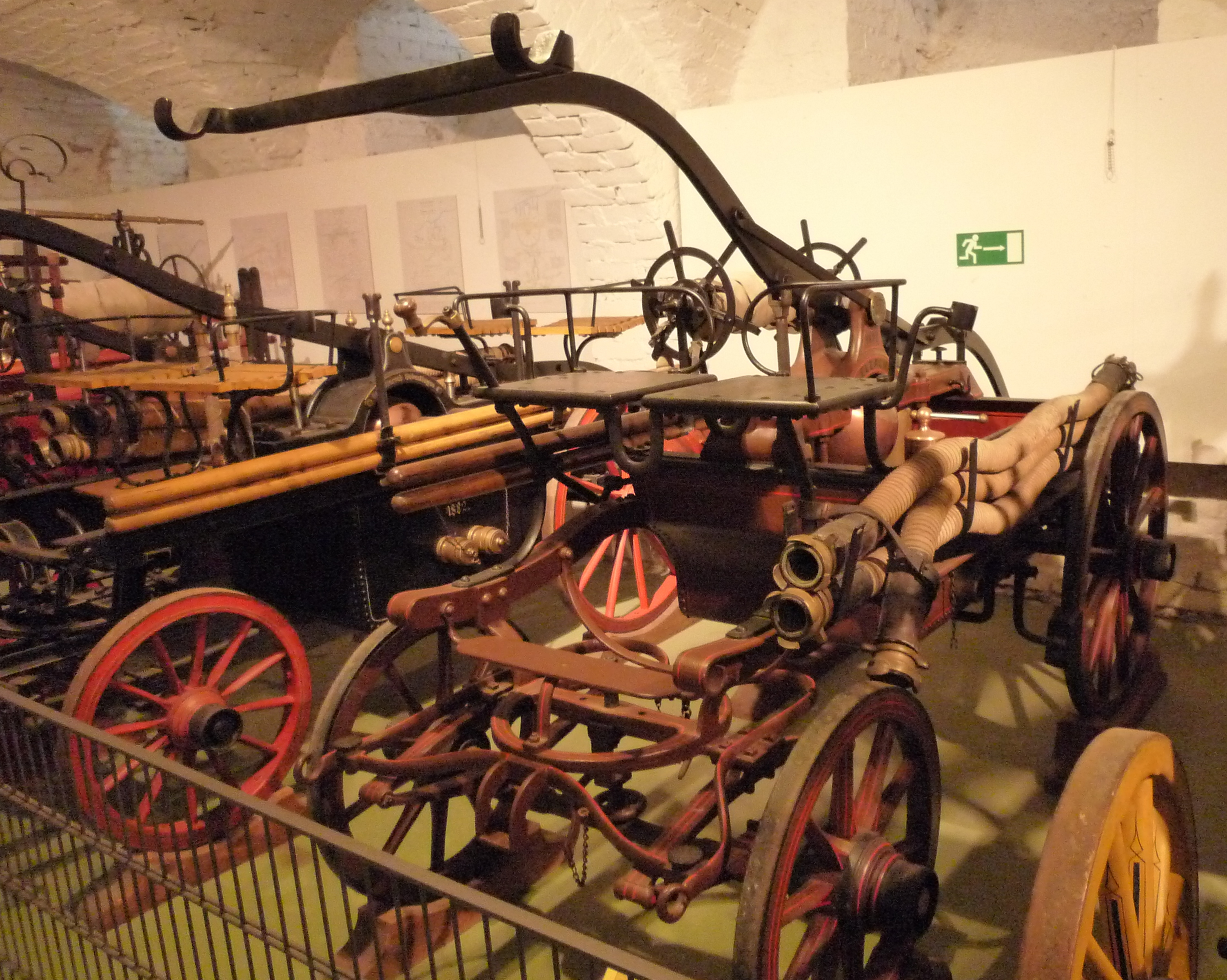
Pferdegezogene Handdruckspritze aus dem Jahr 1897; zur Bedienung wurden elf Mann benötigt

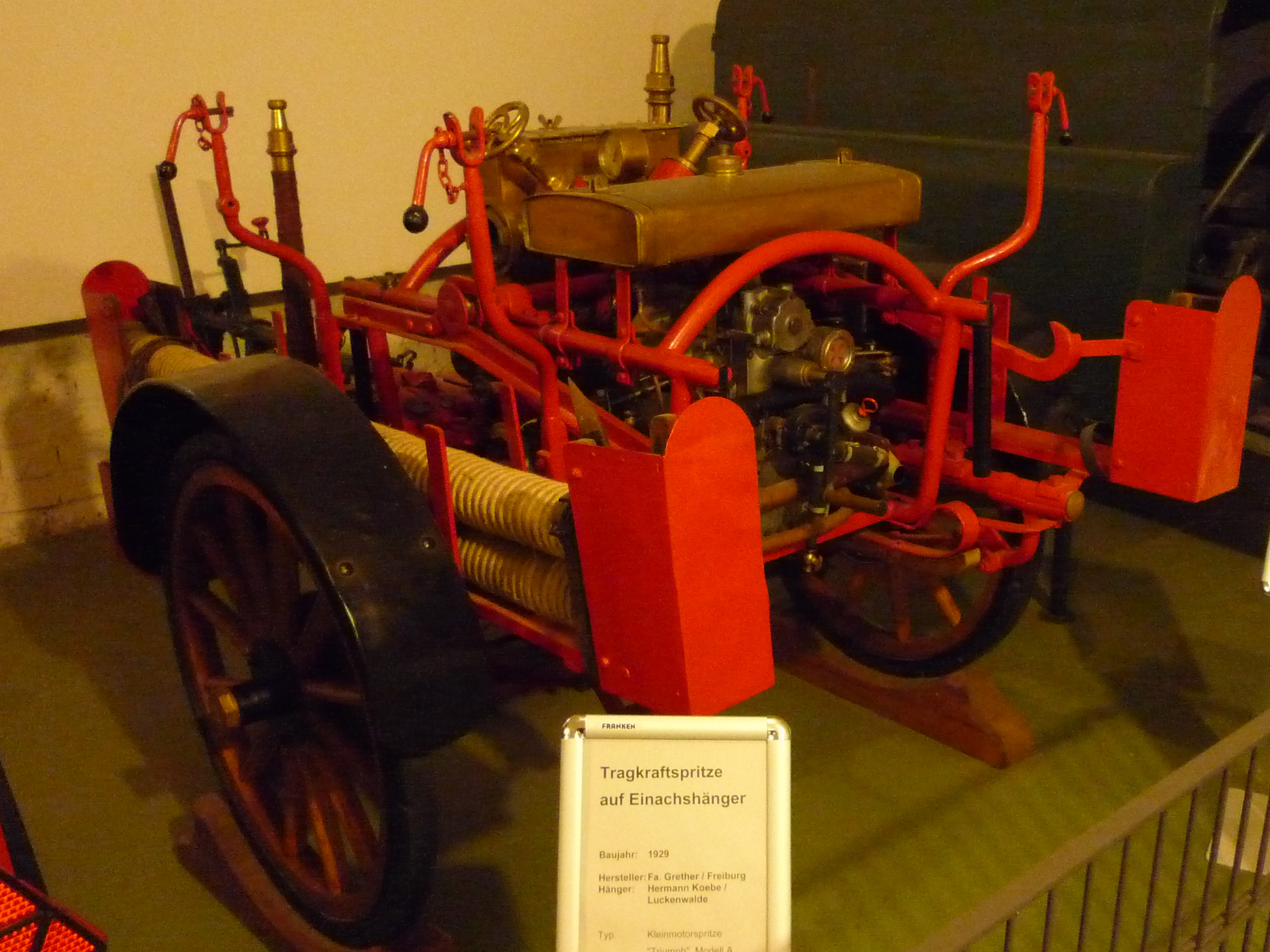
Tragkraftspritze auf Einachsanhänger aus dem Jahr 1929; Motor und Anhänger stammen nicht von Grether & Cie

Grether & Cie. wurde 1873 gegründet und betrieb eine mechanische Werkstatt mit angeschlossener Metallgießerei. In der Gießereihalle wurde eine Schmelzanlage zur Herstellung von Graugussprodukten betrieben. Zum Betrieb gehörten auch eine Gussputzerei und eine Handformerei, die sich in einer Zwischenhalle befanden. Des Weiteren wurden dort ein Schmiedeofen sowie eine Härterei betrieben. Außer einer Schmiede existierten auf dem großen Betriebsgelände noch eine Wohnung; eine Kernmacherei und eine Modellschreinerei waren in einem Lagerhaus untergebracht. Es gab auch noch ein dazugehöriges Kesselhaus. Hergestellt wurden in dem Betrieb vor allem Schlauchkupplungen, Hydrantenwagen, Löschmaschinen, Pumpen und Dampfmaschinen. Es wurden Rohmaterialien aus Messing, Stahl, Kupfer, Blei und Zinn verarbeitet. Die Firma hatte um 1900 etwa 100 Mitarbeiter.
Im Jahr 1910 wurde die Maschinenfabrik Grether & Co auf der Gewerbe- und Industrieausstellungen in Villingen mit einer Goldmedaille ausgezeichnet.
1944 wurde die Produktion der Firma aus Altersgründen des Geschäftsführers geschlossen, da sie sich nicht rentierte. Die Gebäude wurden laut Zeitzeugenbericht aus der Familie Grether/Kaffenberger wohl an eine Schweizer Firma aus Rothrist vermietet, die Heizkörper herstellte. Das Firmengelände blieb vom Bombenangriff auf Freiburg am 27. November 1944 gänzlich verschont.
Heute finden sich auf dem „Grethergelände“ im Freiburger „Sedanquartier“ neben Wohnungen für etwa 100 Menschen beispielsweise das Strandcafé, ein „selbstverwalteter Ort der Kommunikation“, das Radio Dreyeckland sowie die zentrale Koordination des bundesweit tätigen „Mietshäuser Syndikats“.

## Feuerwehr-Nutzfahrzeugbau
Das erste Feuerwehr-Kraftfahrzeug der Welt mit einem Verbrennungsmotor wurde von Grether & Cie. im Jahr 1902 entwickelt und gebaut. Den Motor lieferte die Gasmotoren-Fabrik Deutz in Köln. Der Feuerwehr-Lastkraftwagen besaß ein schmiedeeisernes Fahrgestell und erreichte 18 km/h. Der mit Benzin bzw. Spiritus betriebene Zweizylinder-Motor leistete 15 PS und hatte eine magnet-elektrische Zündanlage. Das Feuerwehrfahrzeug wurde an den Hinterrädern angetrieben; dort war auch der Motor eingebaut, der mittels einer Reibungskupplung zwischen Fahr- und Pumpenbetrieb umgeschaltet werden konnte. Die Führerstände und die Bedienelemente befanden sich vorne und hinten am Fahrzeug, wo sich jeweils zwei Feuerwehrleute als Besatzungen befanden.